# Cephaloleia gratiosa
Cephaloleia gratiosa es un insecto coleóptero de la familia Chrysomelidae.
Fue descrita científicamente en 1858 por Baly.